# Динамо (волейбольный клуб, Краснодар)
«Динамо» (Краснодар) — российский мужской волейбольный клуб. Основан в 1994 году. Основные цвета: бело-синие. До 2010 года носил название «ГУВД-Динамо».

## История
Мужская волейбольная команда «ГУВД-Динамо» основана в 1994 году при Спортивном клубе кубанской милиции, в чемпионатах России участвует с 2001 года.
На пути к Суперлиге «ГУВД-Динамо» прошло все дивизионы российского первенства. В 2004 году команда вышла в высшую лигу «Б» и в первом же сезоне добилась права на повышение в классе. Во втором по силе дивизионе — высшей лиге «А» — динамовцы из Краснодара провели 5 сезонов, неизменно находясь в лидирующей группе. Для решения задачи по выходу в Суперлигу в «ГУВД-Динамо» приглашались такие именитые волейболисты, как Станислав Динейкин, Павел Юраков, Александр Березин, Ярослав Василенко, Константин Лесик, Алексей Ежов, за «ГУВД-Динамо» также играли известные по выступлениям в пляжном волейболе Игорь Колодинский и Дмитрий Барсук.
В сезоне-2009/10 «ГУВД-Динамо» заняло 1-е место, за тур до окончания чемпионата гарантировав себе путёвку в Суперлигу. Летом 2010 года команда вошла в состав объединённого клуба «Динамо», лишившись в названии аббревиатуры «ГУВД», а к её руководству вернулся Юрий Маричев, выигравший незадолго до этого бронзовые медали чемпионата России с женской командой клуба. Состав «бело-голубых» пополнили прославленный связующий Константин Ушаков, бразильцы Клебер и Ривалдо, опытные блокирующие Сергей Хорошев и Леонид Кузнецов, либеро Александр Янутов.
В сезоне-2010/11 динамовцы вели напряжённую борьбу за попадание в первую восьмёрку и только в заключительный день предварительного этапа, благодаря победе в Уфе над местным «Уралом» и поражения «Газпрома-Югры», обеспечили себе выход в плей-офф. В 1/4 финала подопечные Юрия Маричева начали с сухого поражения от «Искры» в Одинцове, но затем одержали три победы подряд и выиграли серию, установив беспрецедентное достижение — восьмая команда по итогам регулярного сезона обыграла его победителя на первой же стадии плей-офф. В итоге динамовцы заняли 4-е место — в достойной борьбе они уступили в полуфинальной серии «Зениту» с результатом 1—3, а в матчах за бронзовые медали — «Локомотиву-Белогорью».
В 2011 году команда дебютировала в Кубке вызова и дошла до 1/8 финала этого турнира, в котором проиграла варшавской «Политехнике». В чемпионате России «Динамо» позволило «Искре» взять реванш за прошлогоднее поражение, уступив в двух матчах четвертьфинала со счётом 0:3. Перед стартом сезона-2012/13 состав краснодарской команды традиционно подвергся значительным изменениям, в частности вместо игравших в прошлом году за «Динамо» доминиканского доигровщика Элвиса Контрераса и немецкого связующего Симона Тишера были приглашены игрок сборной Аргентины Факундо Конте и бразилец Марлон, ставший капитаном команды. В чемпионате России динамовцы в заключительном туре предварительного этапа не реализовали шанс занять второе место в Красной группе, дающее право напрямую выйти в четвертьфинал, а в 1/8 финала уступили «Кузбассу». После этого наставник команды Юрий Маричев, назначенный в январе 2013 года также тренером женской сборной России, объявил, что по окончании турнира за 9—14-е места покинет «Динамо».
В мае 2013 года преемником Маричева стал аргентинский специалист Хавьер Вебер. В новом сезоне главные роли в атаке играли пришедшие в межсезонье титулованный чешский диагональный Ян Штокр и олимпийский чемпион Юрий Бережко, капитанские функции выполнял чемпион Европы Андрей Ащев. В сводной турнирной таблице предварительного этапа чемпионата России краснодарцы заняли 4-е место и в третий раз подряд получили в соперники по первому раунду плей-офф кемеровский «Кузбасс». Для выявления сильнейшего в серии до трёх побед командам пришлось провести все пять матчей, по её ходу из состава «Динамо» выбыли по причине травм блокирующие Андрей Ащев и Александр Кривец. В решающей встрече динамовцы вели 2:0, но сибиряки сумели отыграться и вырвать победу в пятой партии со счётом 17:15. Итогом чемпионата для команды Вебера стало 7-е место.
В межсезонье 2014 года в «Динамо» почти полностью поменялась линия доигровщиков: вместо Юрия Бережко и Станислава Ерёмина были заявлены Илья Жилин, Максим Пантелеймоненко и Игорь Юдин. Покинули команду Андрей Ащев и либеро Валерий Комаров, которого заменил олимпийский чемпион Александр Соколов. В июне динамовцев возглавил бразильский тренер Марсело Фронковяк, но в середине декабря ввиду нестабильных результатов «бело-голубых» контракт с ним был расторгнут. Под руководством исполняющего обязанности главного тренера Ярослава Антонова ситуация в «Динамо» существенно не изменилась — команда балансировала на грани попадания в зону плей-офф и в этой борьбе впервые за пять лет выступлений в Суперлиге не преуспела. По итогам матчей плей-аут «Динамо» сохранило за собой 9-ю строчку в турнирной таблице.
Из-за финансовой неопределённости формирование состава на сезон-2015/16 «Динамо» начало позже других клубов. В октябре 2015 года команду возглавил Сергей Шляпников, а из прежних игроков в Краснодаре остались только Максим Пантелеймоненко и либеро Артём Зеленков. Заметным событием стало возвращение в большой волейбол после годичного перерыва Семёна Полтавского. Результат динамовцев в чемпионате России — 13-е место — стал худшим за всё время их выступлений в Суперлиге.
В июле 2016 года «Динамо» возглавил экс-наставник сборной России Андрей Воронков. На протяжении большей части сезона клуб испытывал финансовые проблемы, а многомесячная задолженность по выплате зарплаты вынудила волейболистов бойкотировать один из матчей чемпионата страны. В январе 2017 года команду покинули пришедшие в межсезонье Александр Кимеров, Иван Комаров и Алексей Налобин; вне игры оставались Максим Пантелеймоненко, имевший финансовые разногласия с руководством клуба, и Олег Центалович, получивший тяжёлую травму. В итоге второй круг чемпионата динамовцы отыграли составом из 9 человек, но смогли сохранить прописку в Суперлиге, заняв, как и в прошлом сезоне, предпоследнее место. В июне 2017 года руководство клуба объявило об отказе от дальнейших выступлений в Суперлиге и переходе команды в высшую лигу «Б». Вакантное место в элитном дивизионе Всероссийская федерация волейбола предоставила новообразованному клубу «Зенит» (Санкт-Петербург).

## Результаты выступлений

### Чемпионат России
| Сезон   | Лига                  | Место | И  | В  | П  | С/П    | Главный тренер                     |
| ------- | --------------------- | ----- | -- | -- | -- | ------ | ---------------------------------- |
| 2001/02 | Первая лига (IV)      | 3-е   | 39 | 25 | 14 | 89:59  | Игорь Абдрахманов                  |
| 2002/03 | Первая лига (IV)      | 3-е   | 39 | 31 | 8  | 104:38 | Игорь Абдрахманов                  |
| 2003/04 | Первая лига (IV)      | 2-е   | 47 | 41 | 6  | 131:35 | Игорь Абдрахманов                  |
| 2004/05 | Высшая лига «Б» (III) | 1-е   | 41 | 31 | 10 | 105:43 | Игорь Абдрахманов                  |
| 2005/06 | Высшая лига «А» (II)  | 5-е   | 44 | 22 | 22 | 82:80  | Игорь Абдрахманов                  |
| 2006/07 | Высшая лига «А» (II)  | 5-е   | 44 | 23 | 21 | 89:84  | Игорь Абдрахманов                  |
| 2007/08 | Высшая лига «А» (II)  | 5-е   | 44 | 24 | 20 | 92:82  | Михаил Поздняков                   |
| 2008/09 | Высшая лига «А» (II)  | 4-е   | 48 | 30 | 18 | 111:81 | Михаил Поздняков                   |
| 2009/10 | Высшая лига «А» (II)  | 1-е   | 44 | 35 | 9  | 115:48 | Юрий Маричев, Павел Иванов         |
| 2010/11 | Суперлига (I)         | 4-е   | 32 | 13 | 19 | 58:70  | Юрий Маричев                       |
| 2011/12 | Суперлига (I)         | 6-е   | 23 | 11 | 12 | 42:44  | Юрий Маричев                       |
| 2012/13 | Суперлига (I)         | 10-е  | 34 | 20 | 14 | 76:61  | Юрий Маричев                       |
| 2013/14 | Суперлига (I)         | 7-е   | 27 | 17 | 10 | 61:36  | Хавьер Вебер                       |
| 2014/15 | Суперлига (I)         | 9-е   | 36 | 15 | 21 | 62:73  | Марсело Фронковяк, Ярослав Антонов |
| 2015/16 | Суперлига (I)         | 13-е  | 26 | 6  | 20 | 30:64  | Сергей Шляпников                   |
| 2016/17 | Суперлига (I)         | 13-е  | 26 | 3  | 23 | 23:72  | Андрей Воронков                    |
| 2017/18 | Высшая лига «Б» (III) | 15-е  | 36 | 0  | 36 | 2:108  | Валерий Галаганов, Алексей Ежов    |
| 2018/19 | Высшая лига «Б» (III) | 11-е  | 28 | 0  | 28 | 6:84   | Алексей Ежов                       |
| 2019/20 | Высшая лига «Б» (III) | 11-е  | 34 | 2  | 32 | 18:99  | Алексей Ежов                       |

### Кубок России
| Сезон | Результат                  | И  | В  | П | С/П   | Главный тренер    |
| ----- | -------------------------- | -- | -- | - | ----- | ----------------- |
| 2003  | 6-е в зональном турнире    | 10 | 2  | 8 | 13:28 | Игорь Абдрахманов |
| 2004  | 6-е в зональном турнире    | 10 | 1  | 7 | 6:27  | Игорь Абдрахманов |
| 2005  | 3-е в зональном турнире    | 10 | 6  | 4 | 19:14 | Игорь Абдрахманов |
| 2006  | 6-е в зональном турнире    | 10 | 2  | 8 | 10:28 | Игорь Абдрахманов |
| 2007  | 4-е в зональном турнире    | 10 | 5  | 5 | 15:17 | Михаил Поздняков  |
| 2008  | 4-е в зональном турнире    | 8  | 2  | 6 | 7:18  | Михаил Поздняков  |
| 2009  | 5-е в полуфинальной группе | 14 | 7  | 7 | 27:25 | Юрий Маричев      |
| 2010  | 3-е в полуфинальной группе | 11 | 6  | 5 | 25:20 | Юрий Маричев      |
| 2011  | 4-е в полуфинальной группе | 14 | 8  | 6 | 29:24 | Юрий Маричев      |
| 2012  | 3-е в финальной группе     | 13 | 8  | 5 | 30:16 | Юрий Маричев      |
| 2013  | 2-е в полуфинальной группе | 11 | 8  | 3 | 26:15 | Хавьер Вебер      |
| 2014  | 2-е в полуфинальной группе | 13 | 12 | 1 | 36:8  | Марсело Фронковяк |
| 2015  | 4-е в полуфинальной группе | 3  | 0  | 3 | 0:9   | Сергей Шляпников  |
| 2016  | 4-е в полуфинальной группе | 11 | 3  | 8 | 12:25 | Андрей Воронков   |

### Еврокубки
| Сезон   | Результат               | И | В | П | С/П  | Главный тренер |
| ------- | ----------------------- | - | - | - | ---- | -------------- |
| 2011/12 | 1/8 финала Кубка вызова | 6 | 5 | 1 | 16:7 | Юрий Маричев   |

## Достижения
- Победитель высшей лиги «А» (2009/10).
- 4-е место в чемпионате России (2010/11).